# Футодама
Футодама (яп. フトダマ) — в синтоизме — ками, мужское божество, из японской мифологии. Футодама пишется как  (яп. 布刀玉命) в Кодзики,  (яп.  太玉命) в Нихон Сёки, и  (яп. 天太玉命 Амэ-но футодама-но микото) в Кого Сюи. Является сыном Такамимусуби-но ками. Бог Футодама известен тем, что он вместе с Амэ-но коянэ-но микото создал такие вещи как ветви сакаки и гохэй, для исполнения гадания, когда Аматэрасу скрывалась в пещере Ама-но Ивато. Также он вместе с Амэ-но коянэ-но микото поставил перед Аматерасу зеркало Ята-но-Кагами, отражением которого выманил Аматэрасу из пещеры. Также именно бог Футодама повесил симэнаву над пещерой, чтобы богиня не могла в неё войти снова. 